# Neumond (Album)
Neumond ist das 14. Studioalbum des deutschen Sängers Joachim Witt. Es wurde am 25. April 2014 auf dem Label Oblivion (SPV) veröffentlicht. Die Musik wurde größtenteils von Martin Engler, dem Sänger der Dark-Rock-Band Mono Inc. geschrieben.
Die Titel Mein Herz und Die Erde brennt wurden als Singles veröffentlicht.

## Rezeption
Das Album war vier Wochen in den deutschen Charts. Als höchste Platzierung erreichte es Platz acht am 9. Mai 2014.
In der laut.de-Kritik beurteilt Artur Schulz das Album Neumond als „Pop der besseren Güteklasse“. Es hebe sich positiv von der „Schmalspur-Esoterik“ des Vorgänger-Albums Dom ab und sei „trotz allen Düster-Flairs lockerer und dabei immer vorwärts treibend“. Statt auf zu viel Pathos setze Witt auf Pop-Hymnen wie Dein Lied und „griffige, tanzbare Beats“ wie in dem Song Mein Herz.
Christian Reipen von monkeypress.de bemängelte zwar, dass das Album nach dem ersten Hören noch nicht direkt greifbar sei, aber es seinen immerhin „zwölf melodische, tanzbare Songs mit anspruchsvollen Texten voller Emotionen“ herausgekommen. Vor allem bei den Stücken Strandgut und Mein Herz positiv anzumerken sei laut Reipen die Lage „Witts markant tiefe[r] Kehlkopfstimme über dem satten Bass und den teils sphärischen Soundstrukturen“.
Thoralf Koß von musikreviews.de hielt dem Album seine Kompromisslosigkeit zugute. Witt bleibe „sich und seinem erfolgreich dargebotenen, nationalstolz-pathetischem Grusel-Pop treu, der von Enigma über E-Nomine bis weit hin zu Rammstein reicht.“ Er habe mit diesem Album fast alles richtig gemacht.

## Tour

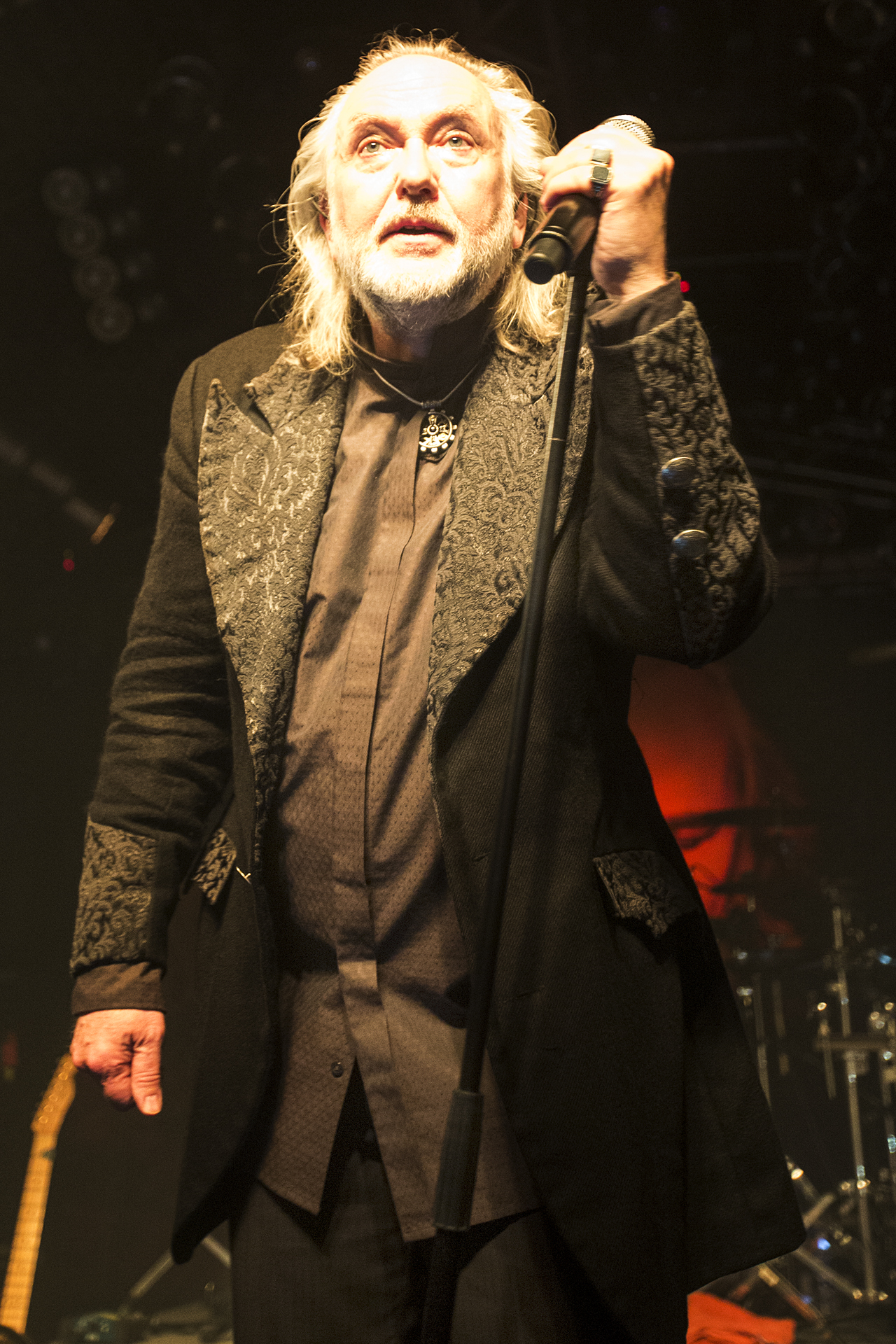
Joachim Witt auf dem Abschlusskonzert der Neumond Tour 2014 in der Matrix Bochum

Joachim Witt stellte das Album auf einer Deutschlandtour im März/April 2014 vor. Als Vorgruppe trat Andreas Stitz alias Leichtmatrose mit seiner neuen EP Jonny fand bei den Sternen sein Glück auf. Die Tour führte unter anderen in den Alten Schlachthof in Dresden, die Markthalle Hamburg, die Kölner Live Music Hall und endete in der Matrix Bochum.

## Titelliste
| Nr. | Titel                 | Länge | Komponist                                                     | Textdichter                                          |
| --- | --------------------- | ----- | ------------------------------------------------------------- | ---------------------------------------------------- |
| 1   | Aufstehen             | 4:10  | Martin Engler                                                 | Joachim Witt, Martin Engler                          |
| 2   | Die Erde brennt       | 3:56  | Martin Engler                                                 | Joachim Witt, Martin Engler                          |
| 3   | Bis ans Ende der Zeit | 3:38  | Martin Engler                                                 | Joachim Witt, Martin Engler                          |
| 4   | Mein Herz             | 4:07  | Martin Engler                                                 | Martin Engler                                        |
| 5   | Es regnet in mir      | 4:37  | Martin Engler                                                 | Joachim Witt, Martin Engler                          |
| 6   | Strandgut             | 3:39  | Martin Engler                                                 | Joachim Witt, Martin Engler                          |
| 7   | Ohne Dich             | 4:47  | Martin Engler                                                 | Joachim Witt, Martin Engler                          |
| 8   | Neumond               | 2:09  | Martin Engler                                                 | Joachim Witt                                         |
| 9   | Spät                  | 4:04  | Joachim Witt, Martin Engler, Michelle Leonhard, Tom Deininger | Joachim Witt, Martin Engler                          |
| 10  | Dein Lied             | 3:57  | Martin Engler                                                 | Joachim Witt, Martin Engler, Daniel Schulz (Unzucht) |
| 11  | Frühlingskind         | 4:52  | Martin Engler                                                 | Joachim Witt, Martin Engler                          |
| 12  | Fahnenmeer            | 3:02  | Martin Engler                                                 |                                                      |

Bonus-CD
| Nr. | Titel                                    | Länge | Komponist                                                  | Textdichter                                                |
| --- | ---------------------------------------- | ----- | ---------------------------------------------------------- | ---------------------------------------------------------- |
| 1   | Hoping                                   | 3:40  | Joachim Witt, Jules Maxell, Lisa Gerrard, Michelle Leonard | Joachim Witt, Jules Maxell, Lisa Gerrard, Michelle Leonard |
| 2   | Der Herbst                               | 4:05  | Joachim Witt                                               | Joachim Witt                                               |
| 3   | 96 Tage                                  | 3:48  | Kurt Maloo                                                 | Joachim Witt                                               |
| 4   | Aufstehen (Rimshot Remix)                | 4:44  |                                                            |                                                            |
| 5   | Die Erde brennt (Lord of the Lost Remix) | 4:04  |                                                            |                                                            |
| 6   | Mein Herz (Girls Under Glass Remix)      | 4:47  |                                                            |                                                            |
| 7   | Mein Herz (Unplugged)                    | 3:16  |                                                            |                                                            |